# Антофагаста (область)
Антофага́ста (исп. Antofagasta) — административная область на севере Чили, включает три провинции — Токопилью, Эль-Лоа и Антофагасту, административный центр — город Антофагаста.
Территория — 126 049,1 км². Численность населения — 607 534 жителя (2017). Плотность населения — 4,82 чел./км².

## Расположение
Область расположена между Тихим океаном и границей с Боливией и Аргентиной. Это третья область с севера в Чили.
Область граничит:
- на севере — область Тарапака
- на востоке — департамент Потоси (Боливия), провинции Жужуй и Сальта (Аргентина)
- на юге — область Атакама
- на западе — Тихий океан

## География
Рельеф области имеет много общего с расположенной севернее областью Тарапака. Приморские равнины шире и наиболее протяжённые в зоне полуострова Мехильонес, далее на восток оказываются прерванными высокой гористой местностью Сьерра-де-ла-Коста, которая достигает высот, превышающих 2000 метров. Здесь находятся горы Викунья-Маккена (3114 м), высшая точка всей горной цепи Сьерра-де-ла-Коста, а также гора Параналь, где был установлен один из самых больших телескопов мира и находится обсерватория Параналь.
Промежуточное плоскогорье достаточно широкое и включает в себя местность под названием пустыня Атакама. К юго-востоку плоскогорье значительно уменьшается, ввиду образования западного хребта горной цепи Анд, известного как горная цепь Кордильера Домейко, высота которой достигает 4114 метров (Серро-Кималь). Между горной цепью Кордильера Домейко и горной цепью Анд формируется плоскогорье, где находятся Кордильера-де-ла-Саль, маленькая ветвь горной цепи Домейко, огромный соляной бассейн Салар-де-Атакама и истоки уникальной реки Лоа, которая пересекает засушливые равнины Атакамы и имеет длину 440 километров, будучи самой длинной в Чили. Ещё одна крупная река в регионе — Тальталь. Восточнее находится главная высокогорная цепь Анд с высокой вулканической активностью. Среди прочих выделяются вулканы Ольяке (5865 м),Сокомпа (6031 м), Линсор (5555 м) и Ликанкабур (5916 м). Высокая геотермическая деятельность способствует образованию долины гейзеров Татио.
В восточной части региона формируется Пуна-де-Атакама, зона плоскогорья, размещённая на границе с Боливией и Аргентиной.
Тропик Козерога пересекает регион на уровне аэропорта Сьерро-Морено, в нескольких километрах севернее Антофагасты.
Климат пустынный внутри с большим термическими колебаниями, которые усиливаются с ростом высоты местности, с менее чем 5 мм осадков в год. Между тем, на побережье, климат мягче благодаря влиянию течению Гумбольдта. Побережье богато планктоном, обеспечивая основу для процветания рыбацкой промышленности.

## История
История области Антофагаста разделена, как и её территория, на две части: прибрежную область и горное плато или Андское плоскогорье. В доколумбовы времена береговая линия была населена кочевыми рыбацкими племенами индейцев Чангос (Changos), о которых известно очень немногое, из-за очень ограниченного контакта с испанскими завоевателями.
Внутренняя часть была населена племенами Атакаман (Atacaman), поселения которых располагались вокруг большого сухого солёного озера Салар-де-Атакама (Salar de Atacama), в речной долине и оазисах реки Лоа и на Андском плоскогорье. Центром являлся посёлок Сан-Педро-де-Атакама.
Культура Атакаман была глубоко под влиянием культуры Тиванку (Tiwanaku) и позже попала под правление инков. Атакаманы собрали главным образом зерно и бобы и активно торговали с многими племенами, доходя вплоть до бассейна Амазонки и тихоокеанских берегов. Прибытие испанцев в XVI веке не разрушило культуру, но сильно преобразовало её посредством процесса, в котором смешались обе культуры. Во время испанского правления территория Атакаман (только внутренняя территория) была подчинена администрации аудиенсии Чаркас и во время завоевания независимости объединена генералом Симоном Боливаром (внутренние области и побережье) в новую республику Боливия, под названием «Литораль». Это решение было осуждено чилийским правительством и было источником конфликта долгое время. Чили утверждали, что прибрежная область принадлежит к их территории, граничащей непосредственно с Перу.
Чилийские исследователи Хуан Лопес и Хосе Сантос Осса обнаружили богатые залежи нитратов и гуано, после чего произошла массовая колонизация береговой линии чилийцами. Разногласия между новыми поселенцами из обеих стран росли до 1879 года, когда началась Вторая Тихоокеанская война. Антофагаста была надолго захвачена чилийским правительством в конце войны.
Чилийская колонизация сопровождалась главным образом притоком переселенцев с «малого Севера» (современные области Атакама и Кокимбо), на новые территории Антофагаста и Тарапака, названных Большим Севером. Поселенцы также прибывали из Европы (главным образом хорваты, испанцы, британцы и греки), из арабских стран, Китая, Перу и Боливии. Различные потоки иммиграции соединились с культурой области Альтиплано и создали современную культуру севера Чили.
В начале XX столетия область стала основой многих организовывающихся союзов и движений в Чили. Область продолжала экономически зависеть от добычи нитратов вплоть до её постепенной замены медедобывающей промышленностью. Две из наибольших и самых богатых открытых шахт в мире расположены в Антофагасте: Ла-Эскондида и Чукикамата.

## Демография
Согласно сведениям, собранным в ходе переписи 2017 г. Национальным институтом статистики (INE),  население области составляет:
| Полное население                         | Полное население                         | Полное население                         | Полное население                         | Полное население                         | 607 534 |
| ---------------------------------------- | ---------------------------------------- | ---------------------------------------- | ---------------------------------------- | ---------------------------------------- | ------- |
| в том числе:                             | Городское население                      | 571 748                                  | Процент городского населения, %          | 94,11                                    |         |
|                                          | Сельское население                       | 35 786                                   | Процент сельского населения, %           | 5,89                                     |         |
|                                          | Мужское население                        | 315 014                                  | Процент мужского населения, %            | 51,85                                    |         |
|                                          | Женское население                        | 292 520                                  | Процент женского населения, %            | 48,15                                    |         |
| Плотность населения, чел./км²            | Плотность населения, чел./км²            | Плотность населения, чел./км²            | Плотность населения, чел./км²            | Плотность населения, чел./км²            | 4,82    |
| Население области в % к населению страны | Население области в % к населению страны | Население области в % к населению страны | Население области в % к населению страны | Население области в % к населению страны | 3,46    |

| Динамика изменения населения области | Динамика изменения населения области | Динамика изменения населения области | Динамика изменения населения области |
| ------------------------------------ | ------------------------------------ | ------------------------------------ | ------------------------------------ |
| 1992                                 | 2002                                 | 2012                                 | 2017                                 |
| 410724                               | 493984▲                              | 547463▲                              | 607534▲                              |

## Важнейшие населённые пункты
| №  | Населённый пункт     | Населённый пункт (исп.) | Категория | Население чел. (2002) | На карте                        |
| -- | -------------------- | ----------------------- | --------- | --------------------- | ------------------------------- |
| 1  | Антофагаста          | Antofagasta             | город     | 285255                | 23°37′10″ ю. ш. 70°23′00″ з. д. |
| 2  | Калама               | Calama                  | город     | 126135                | 22°27′15″ ю. ш. 68°55′37″ з. д. |
| 3  | Токопилья            | Tocopilla               | город     | 23352                 | 22°05′23″ ю. ш. 70°11′47″ з. д. |
| 4  | Чукикамата           | Chuquicamata            | город     | 10465                 | 22°19′02″ ю. ш. 68°55′49″ з. д. |
| 5  | Тальталь             | Taltal                  | город     | 9564                  | 25°24′30″ ю. ш. 70°29′00″ з. д. |
| 6  | Эстасьон-Сальвидар   | Estación Zaldivar       | город     | 9053                  | 24°13′16″ ю. ш. 69°06′13″ з. д. |
| 7  | Мехильонес           | Mejillones              | город     | 7825                  | 23°06′02″ ю. ш. 70°26′50″ з. д. |
| 8  | Мария-Элена          | María Elena             | город     | 7412                  | 22°20′39″ ю. ш. 69°39′49″ з. д. |
| 9  | Сан-Педро-де-Атакама | San Pedro de Atacama    | город     | 1938                  | 22°54′45″ ю. ш. 68°11′54″ з. д. |
| 10 | Серро-Морено         | Cerro Moreno            | посёлок   | 1459                  | 23°26′09″ ю. ш. 70°25′59″ з. д. |
| 11 | Бакедано             | Baquedano               | посёлок   | 825                   | 23°20′03″ ю. ш. 69°50′37″ з. д. |

## Административное деление
Область включает в себя 3 провинции:
- Токопилья, административный центр Токопилья
- Эль-Лоа, административный центр Калама
- Антофагаста, административный центр Антофагаста

Провинции разделены на 9 коммун.
Правительство области назначается президентом страны. По состоянию на 2019 год руководство областью осуществляет Марко Антонио Диас. Правительство и администрация провинций руководимая тремя губернаторами, назначается также президентом Чили.
Администрация региона состоит из 16 региональных советников (9 из Антофагасты; 5 из Эль-Лоа и 2 из Токопильи).
| Административное деление области Антофагаста | Административное деление области Антофагаста |                        |
| --- | -------------------------------------------- | ---------------------- |
| \| Провинция \| Админ.центр \| Коммуна \| \| ------------- \| ----------- \| ---------------------- \| \| 1 Антофагаста \| Антофагаста \| 1 Антофагаста \| \| 1 Антофагаста \| Антофагаста \| 2 Мехильонес \| \| 1 Антофагаста \| Антофагаста \| 3 Сьерра-Горда \| \| 1 Антофагаста \| Антофагаста \| 4 Тальталь \| \| 2 Эль-Лоа \| Калама \| 5 Калама \| \| 2 Эль-Лоа \| Калама \| 6 Ольяке \| \| 2 Эль-Лоа \| Калама \| 7 Сан-Педро-де-Атакама \| \| 3 Токопилья \| Токопилья \| 8 Мария-Элена \| \| 3 Токопилья \| Токопилья \| 9 Токопилья \| |                                              |                        |
| Провинция | Админ.центр                                  | Коммуна                |
| 1 Антофагаста | Антофагаста                                  | 1 Антофагаста          |
| 1 Антофагаста | Антофагаста                                  | 2 Мехильонес           |
| 1 Антофагаста | Антофагаста                                  | 3 Сьерра-Горда         |
| 1 Антофагаста | Антофагаста                                  | 4 Тальталь             |
| 2 Эль-Лоа | Калама                                       | 5 Калама               |
| 2 Эль-Лоа | Калама                                       | 6 Ольяке               |
| 2 Эль-Лоа | Калама                                       | 7 Сан-Педро-де-Атакама |
| 3 Токопилья | Токопилья                                    | 8 Мария-Элена          |
| 3 Токопилья | Токопилья                                    | 9 Токопилья            |

## Экономика

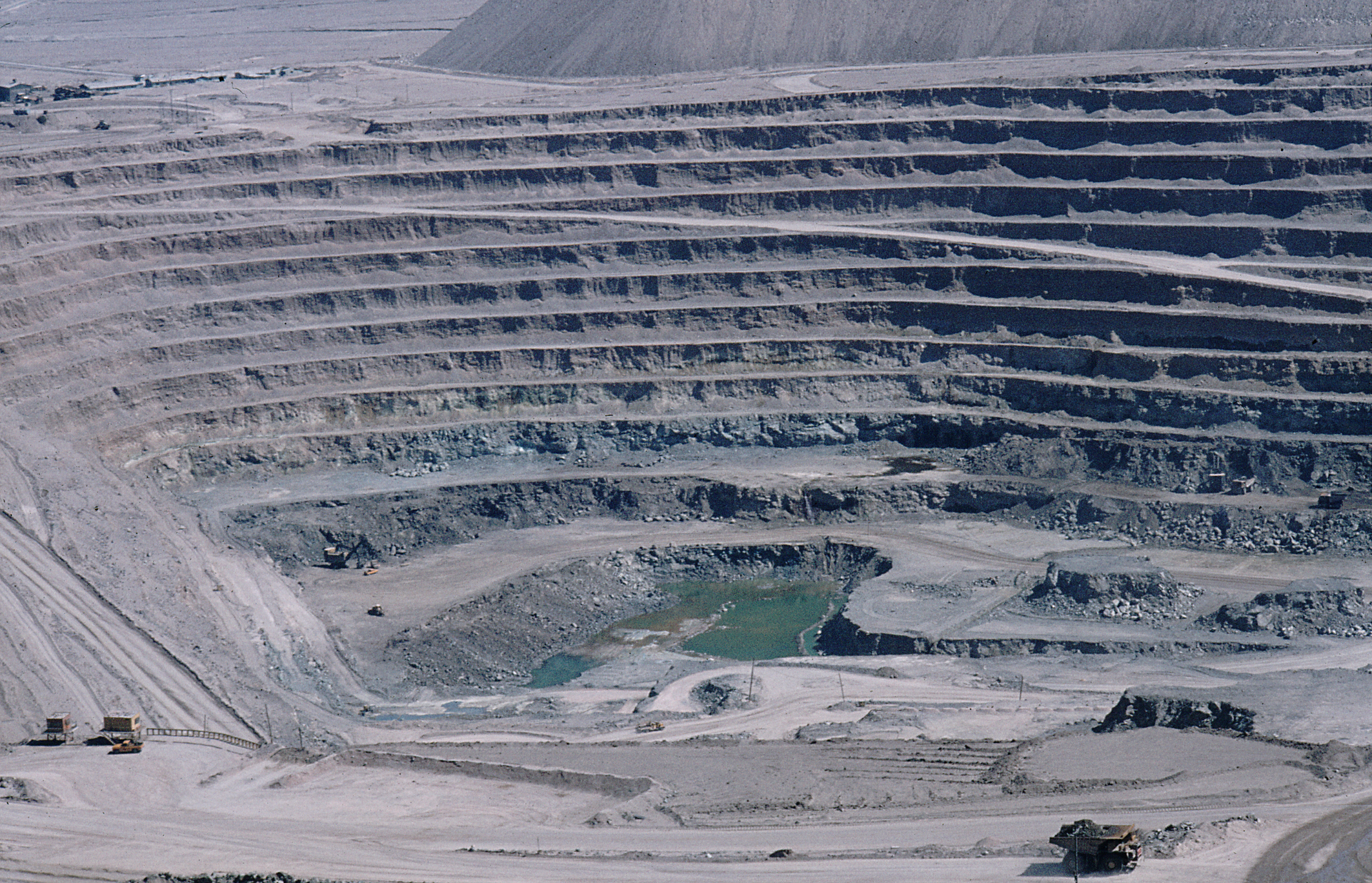
Месторождения Чукикамата

Главная экономическая деятельность региона — несомненно, горная промышленность, которая производит более 65 % ВВП области. Добыча меди увеличилась с 430 тысяч тонн, извлечённых в 1974 г. до 3 миллионов в настоящее время. Главные шахты страны существуют в области. Это государственные месторождения Чукикамата (самый большой открытый карьер в мире) и Радомиро-Томик. Также извлекаются другие минералы, такие как серебро, молибден, золото, литий, железо, йод, карбонат кальция и кварц.
Рыболовная промышленность также очень важна, особенно производство рыбной муки. Сельское хозяйство очень небольшое и концентрируется на плоскогорье для местного потребления и скотоводства. Несмотря на засушливый климат, фрукты и овощи выращиваются в долине реки Лоа на севере области. Фермеры аймара выращивают картофель в предгорьях Анд, на высоте до 4000 метров. Домашний скот — это в основном ламы, альпака и викуньи. Туристическая деятельность значительно увеличилась в последние годы, особенно благодаря тому, что Сан-Педро-де-Атакама и его окрестности превращались в признанные места международного туризма.

## Транспорт
Через область проходит Панамериканское шоссе.

### Аэропорты
- Серро-Морено интернациональный (близ Антофагасты) — код ICAO: SCFA
- Эль-Лоа (близ Калама) — код ICAO: SCCF
- Лас-Бреас (близ Тальталь) — код ICAO: SCTT
- Баррилес (близ Токопилья) — код ICAO: SCBE

## Достопримечательности
- Пустыня Атакама (частично на территории региона)
  - Рука пустыни